# Otto Freundlich

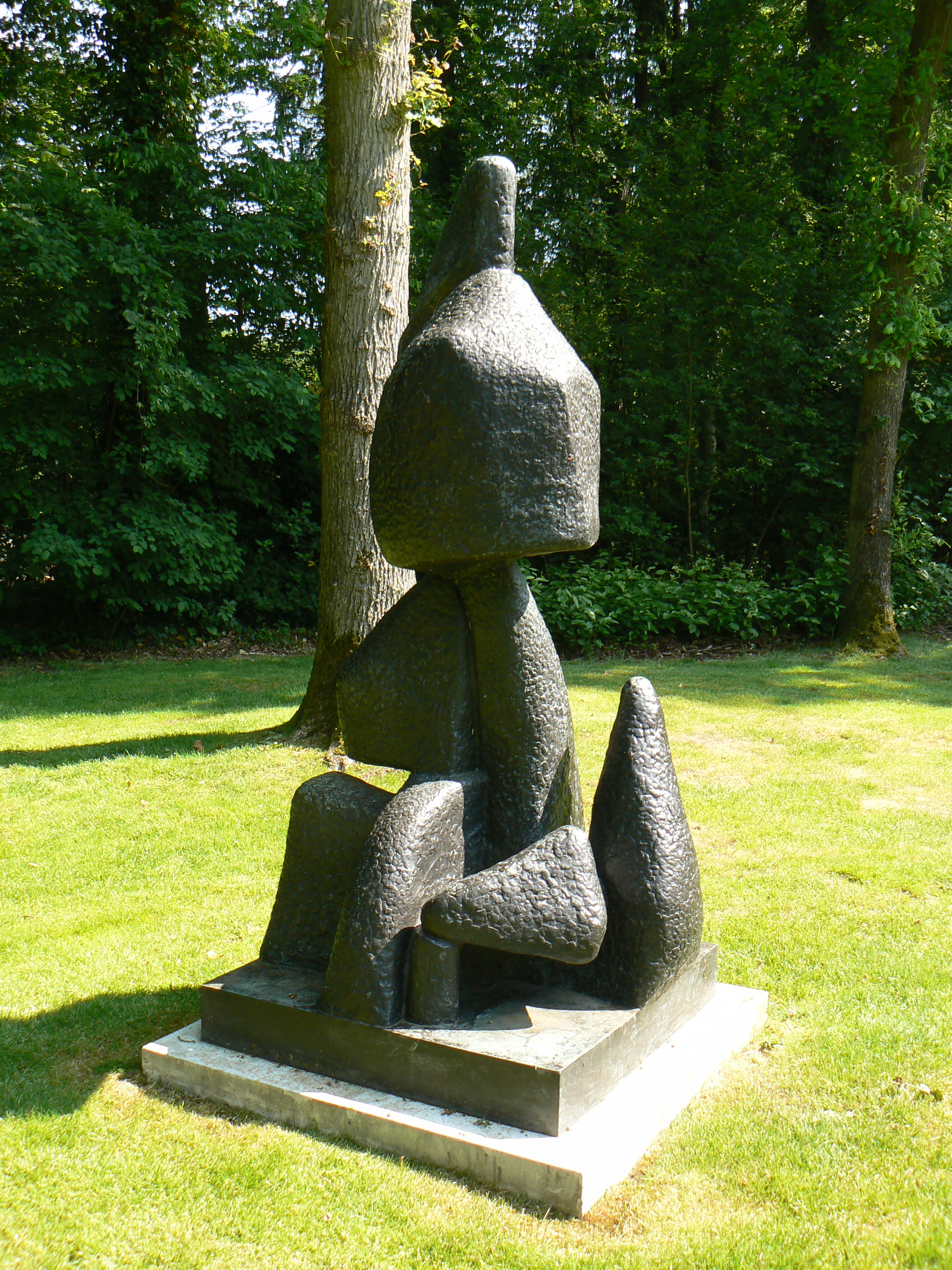
Composição (1933), Beeldenpark vão het Kröller-Müller Museum, Otterlo.

Otto Freundlich (Słupsk, Pomerânia, 10 de julho de 1878—Majdanek, 9 de março de 1943) foi um pintor e escultor alemão.
Estudou odontologia, antes de decidir converter-se em artista. Em 1909 viajou a Paris, onde conheceu a Picasso. Adscrito por um tempo ao cubismo, mudou para aarte abstrata em 1919, sendo membro dos grupos Cercle Carré e Abstraction-Création, assim como do agrupamento artístico de signo político Novembergruppe. De origem judaica, foi qualificado pelos nazistas como "artista degenerada", sendo eleita a sua obra O homem novo para a capa do catálogo da exposição Arte degenerada -celebrada em Munique em 1937-, antes de ser destruída.
Morreu no campo de concentração de Majdanek, na Polônia.